# Ремсгальден
Ремсгальден (нім. Remshalden) — громада в Німеччині, знаходиться в землі Баден-Вюртемберг. Підпорядковується адміністративному округу Штутгарт. Входить до складу району Ремс-Мур.
Площа — 15,15 км2. Населення становить 14 124 ос. (станом на 31 грудня 2020).